# Martha Nowill
Martha Vicente de Azevedo Nowill (São Paulo, 30 de outubro de 1980) é uma atriz e roteirista brasileira.

## Biografia
Nascida na cidade de São Paulo, é filha da advogada Maria Hehl Simões Vicente de Azevedo e do renomado médico Alexandre Nowill. Descendente patrilinear de ingleses, começou a atuar com apenas 18 anos, e atua em teatro, televisão e, principalmente, no cinema.
A atriz tem duas formações: cinema e teatro. Formou-se na Fundação Armando Álvares Penteado (FAAP) em cinema e fez o curso na Escola de Teatro Célia Helena. 
Em 2013, recebeu o prêmio de melhor atriz coadjuvante no Festival do Rio por interpretar a generosa e debochada Drica no longa Entre Nós, atuando ao lado de Carolina Dieckmann, Caio Blat, Maria Ribeiro e Paulo Vilhena.
Como escritora, os textos de seu diário Vermelho Russo, publicado na revista Piauí inspiraram a produção de um filme homônimo, em 2013, do qual é a protagonista e autora do roteiro — recebeu o prêmio de melhor roteiro no Festival do Rio 2016, escrito em coautoria com o diretor Charly Brown. 
Também em 2016, Martha produziu um documentário sobre sua avó, a ativista em prol dos deficientes visuais Dorina Nowill, que ficou cega aos 17 anos e se tornou uma referência nos estudos e na luta dos direitos dos deficientes visuais. Em 1946, Dorina criou a Fundação Para o Livro do Cego no Brasil, que viria a se tornar poucos anos depois a Fundação Dorina Nowill. A obra, Dorina — Um Olhar Para o Mundo, foi exibida na HBO, coprodutora do filme.
Em 2016, participou da série em co-produção Fox-SBT A Garota da Moto, no papel de Pâmela. E do filme Vermelho Russo contracenando com Maria Manoela. 
Em 2015, a atriz contracena com Paolla Oliveira na minissérie Felizes para Sempre?, onde interpretam um casal de namoradas.
Lançou o livro de poemas O Que Ela Quer pela editora Edith, em 2013.

## Bibliografia

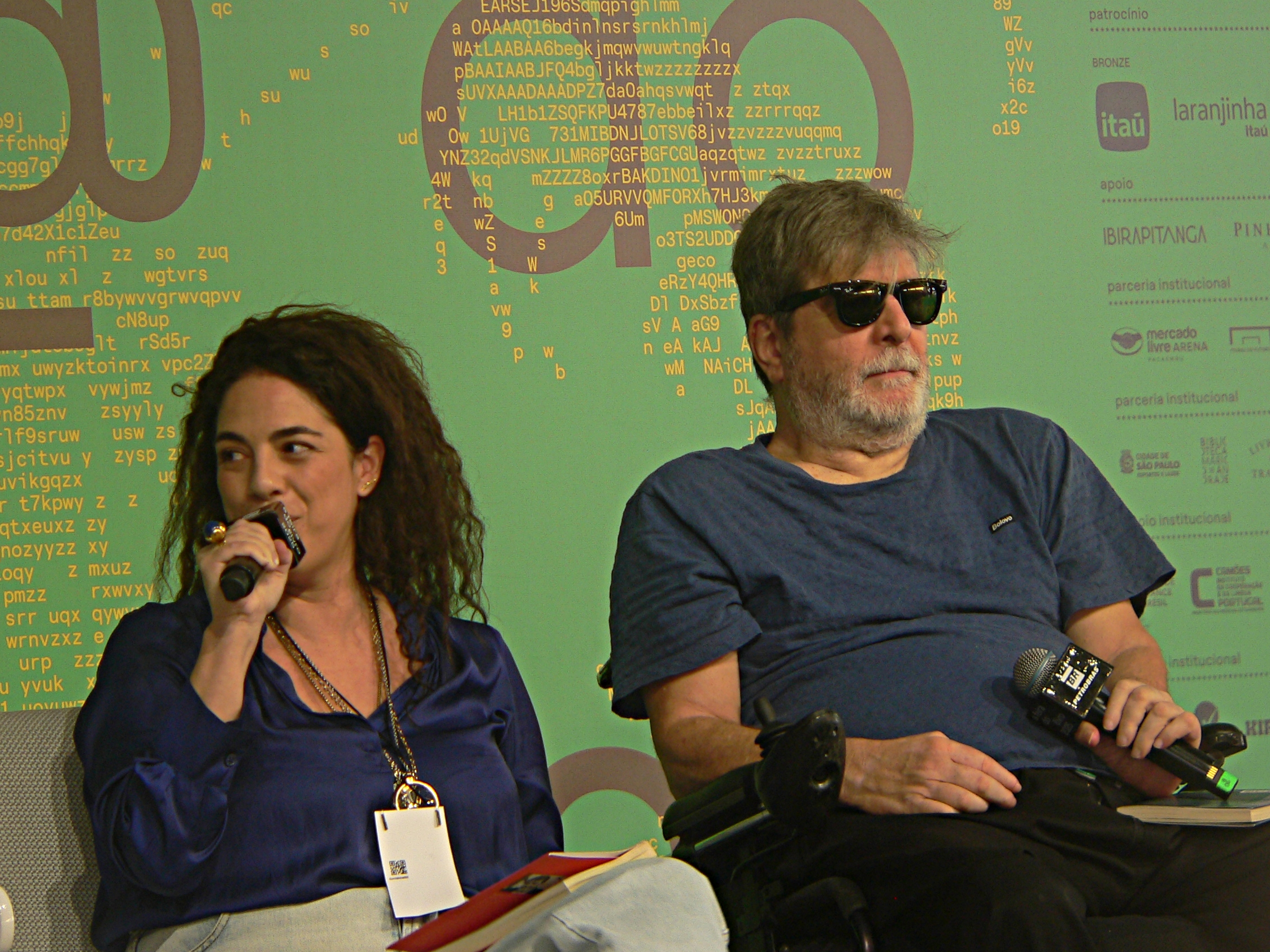
Martha e o escritor Marcelo Rubens Paiva n'A Feira do Livro em São Paulo em 2025

## Filmografia

### Televisão
| Ano       | Título                         | Personagem                 | Notas                                                                    |
| --------- | ------------------------------ | -------------------------- | ------------------------------------------------------------------------ |
| 2011      | Amor em 4 Atos                 | Evelyn                     | Episódio: "Ela Faz Cinema"                                               |
| 2011      | Oscar Freire 279               | Marta                      |                                                                          |
| 2012      | Como Aproveitar o Fim do Mundo | Letícia                    |                                                                          |
| 2012      | Pedro & Bianca                 | Letícia                    | Episódio: "Grana... Pra Quê?"                                            |
| 2013      | Passionais                     | Dayane Flávia Ana          | Episódios: "Pimenta na Relação" / "Amarga Lua de Mel" / "Leito de Morte" |
| 2013      | Beleza S/A                     | Tatiana                    | Episódio: "Força Gravitacional"                                          |
| 2015      | Felizes para Sempre?           | Daniela                    |                                                                          |
| 2016-2019 | A Garota da Moto               | Pâmela                     |                                                                          |
| 2018      | Se Eu Fechar os Olhos Agora    | Rosângela Massarani Gusmão |                                                                          |
| 2020      | Todas as Mulheres do Mundo     | Laura                      |                                                                          |
| 2020      | Hard                           | Lúcia                      | [ 12 ]                                                                   |
| 2021      | 5x Comédia                     | Cláudia                    | Episódio: "Sexo Online"                                                  |
| 2023      | Dois Tempos                    | Mia Ramos                  |                                                                          |
| 2024      | Pedaço de Mim                  | Débora                     | Série da Netflix                                                         |

### Cinema
| Ano  | Título                              | Personagem                 | Notas                   |
| ---- | ----------------------------------- | -------------------------- | ----------------------- |
| 2007 | Nome Próprio                        | Mari                       |                         |
| 2008 | Canção de Baal                      | Louise                     |                         |
| 2011 | Bruna Surfistinha                   | Gerente do salão de beleza |                         |
| 2012 | Essa Maldita Vontade de Ser Pássaro | Luísa                      |                         |
| 2013 | Entre Nós                           | Drica                      |                         |
| 2014 | Os Amigos                           | Mãe do Juliano             |                         |
| 2014 | A Noite da Virada                   | Sofia                      |                         |
| 2015 | Superpai                            | Marlene                    |                         |
| 2016 | Vermelho Russo                      | Martha                     | Também roteirista       |
| 2016 | Dorina — Um Olhar Para o Mundo      |                            | Documentário; produtora |
| 2018 | O Nome da Morte                     | Alzimara                   |                         |
| 2019 | Albatroz                            | Guia de turismo            |                         |
| 2019 | Domingo                             | Eliana                     | [ 13 ]                  |

## Prêmios e indicações
| Ano  | Prêmio                                  | Categoria                                          | Nomeações                  | Resultado |
| ---- | --------------------------------------- | -------------------------------------------------- | -------------------------- | --------- |
| 2013 | Festival Internacional de Cinema do Rio | Melhor Atriz Coadjuvante                           | Entre Nós                  | Venceu    |
| 2015 | Prêmio Guarani de Cinema Brasileiro     | Melhor Atriz Coadjuvante                           | Entre Nós                  | Indicado  |
| 2016 | Festival Internacional de Cinema do Rio | Melhor Roteiro                                     | Vermelho Russo             | Venceu    |
| 2020 | Prêmio The Brazilian Critic             | Melhor Atriz Coadjuvante em Série de Comédia       | Todas as Mulheres do Mundo | Indicada  |
| 2021 | Prêmio Platino                          | Melhor Interpretação Feminina Coadjuvante em Série | Todas as Mulheres do Mundo | Indicada  |
| 2021 | Festival do Rio                         | Melhor Atriz Coadjuvante                           | O Livro dos Prazeres       | Indicada  |